# Something to Give Each Other Tour
El Something to Give Each Other Tour es la quinta gira musical del cantante australiano Troye Sivan, con el propósito de promocionar su tercer álbum de estudio Something to Give Each Other (2023). La gira recorrerá Europa y Oceanía en 24 fecha, comenzando en Lisboa el 29 de mayo de 2024 y finalizando el 2 de diciembre de 2024 en Auckland. Esta gira se convierte en la primera de Sivan en cinco años, desde el The Bloom Tour del 2019. La DJ británica Jodie Harsh y el cantante Nick Ward fueron teloneros en las fechas Europeas y en Oceanía respectivamente.

## Antecedentes
El 30 de noviembre de 2023, Sivan anuncia la gira europea para mayo y junio de 2024, la más grande del artista hasta la fecha, contemplando conciertos propios y la participación en cuatro festivales, incluyendo el Primavera Sound de Barcelona. Troye, a través de un video en instagram, habló del nerviosismo de anunciar la gira, así como de que cuando se escribió el álbum, se pensó como un show en vivo, dijo que quería "que fuese el pop show. Tiene que ser la fiesta. Tiene que ser la mejor noche de sus vidas, la mejor noche de mi vida".
El 8 de julio de 2024, Sivan anuncia los conciertos en Australia y Nueva Zelanda, incluyendo al cantante Nick Ward como telonero.

## Repertorio
El siguiente listado de canciones fue presentado el 29 de mayo de 2024 en Lisboa, no representa necesariamente el repertorio de toda la gira.
Acto I
1. «Got Me Started»
2. «What's The Time Where You Are?»
3. «My My My!»

Acto II
1. «In My Room»
2. «Dance to This»
3. «Supernatural»
4. «Bloom»

Acto III
1. «Still Got It»
2. «Can't Go Back, Baby»
3. «Could Cry Just Thinking About You»
4. «Heaven»

Acto IV
1. «One of Your Girls»

Acto V
1. «Silly»
2. «You»
3. «Stud»
4. «1999»

Encore
1. «Honey»
2. «Rush»

## Fechas
| Fecha (2024)    | Ciudad     | País            | Recinto                        | Telonero/s  |
| Europa          | Europa     | Europa          | Europa                         | Europa      |
| --------------- | ---------- | --------------- | ------------------------------ | ----------- |
| 29 de mayo      | Lisboa     | Portugal        | Coliseu dos Recreios           | Jodie Harsh |
| 31 de mayo      | Barcelona  | España          | Parc del Fòrum                 | Festival    |
| 2 de junio      | París      | Francia         | Bosque de Vincennes            | Festival    |
| 5 de junio      | Estocolmo  | Suecia          | Hovet                          | Jodie Harsh |
| 7 de junio      | Aarhus     | Dinamarca       | Eskelunden                     | Festival    |
| 8 de junio      | Varsovia   | Polonia         | Hipódromo de Służewiec         | Festival    |
| 9 de junio      | Praga      | República Checa | Sportovní Hala Fortuna         | Jodie Harsh |
| 11 de junio     | Berlín     | Alemania        | Velodrom                       | Jodie Harsh |
| 12 de junio     | Hamburgo   | Alemania        | Sporthalle                     | Jodie Harsh |
| 14 de junio     | Múnich     | Alemania        | Zenith                         | Jodie Harsh |
| 15 de junio     | Zúrich     | Suiza           | The Hall                       | Jodie Harsh |
| 17 de junio     | Frankfurt  | Alemania        | Jahrhunderthalle               | Jodie Harsh |
| 18 de junio     | Dusseldorf | Alemania        | Mitsubishi Electric Halle      | Jodie Harsh |
| 20 de junio     | Ámsterdam  | Países Bajos    | Ziggo Dome                     | Jodie Harsh |
| 22 de junio     | Mánchester | Reino Unido     | AO Arena                       | Jodie Harsh |
| 23 de junio     | Glasgow    | Reino Unido     | OVO Hydro                      | Jodie Harsh |
| 25 de junio     | Dublín     | Irlanda         | 3Arena                         | Jodie Harsh |
| 27 de junio     | Londres    | Reino Unido     | OVO Arena Wembley              | Jodie Harsh |
| 28 de junio     | Birmingham | Reino Unido     | Utilita Arena Birmingham       | Jodie Harsh |
| Oceanía         |            |                 |                                |             |
| 16 de noviembre | Perth      | Australia       | Kings Park                     | Festival    |
| 17 de noviembre | Perth      | Australia       | Kings Park                     | Festival    |
| 19 de noviembre | Adelaide   | Australia       | The Drive                      | Nick Ward   |
| 21 de noviembre | Melbourne  | Australia       | Sidney Myer Music Bowl         | Nick Ward   |
| 23 de noviembre | Gold Coast | Australia       | Southport Broadwater Parklands | Festival    |
| 24 de noviembre | Newcastle  | Australia       | Newcastle Entertainment Centre | Festival    |
| 26 de noviembre | Brisbane   | Australia       | Riverstage                     | Nick Ward   |
| 28 de noviembre | Sídney     | Australia       | Sydney Opera House Forecourt   | Nick Ward   |
| 29 de noviembre | Sídney     | Australia       | Sydney Opera House Forecourt   | Nick Ward   |
| 2 de diciembre  | Auckland   | Nueva Zelanda   | Spark Arena                    | Nick Ward   |